# Nacho Cerdà
Nacho Cerdà (né en 1969) est un réalisateur espagnol réputé pour son court métrage Genesis (1998), meilleur court fantastique à Sitges et FanTasia, et nommé aux prix Goya.

## Biographie
Les trois premiers courts-métrages de Nacho Cerdà forment la Trilogie de la mort.

## Filmographie

### Réalisateur
- 1990 : The Awakening (court-métrage)
- 1994 : Aftermath (court-métrage)
- 1998 : Genesis (court-métrage)
- 2002 : Ataúdes de luz
- 2006 : Abandonnée (The Abandoned)
- 2009 : Patucos (court-métrage)
- 2009 : Coffin of Light (documentaire)